# اگیردزا
اگیردزا (به لاتین: Agirdzha) یک منطقهٔ مسکونی در جمهوری آذربایجان است که در شهرستان خیزی واقع شده‌است.